# János Pach
János Pach (nacido el 3 de mayo de 1954)  es un matemático e informático que trabaja en los campos de la combinatoria y la geometría discreta y computacional.

## Biografía
Pach nació y creció en Hungría. Proviene de una destacada familia académica: su padre, hu (1919-2001) fue un conocido historiador y su madre Klára (de soltera Sós, 1925-2020) fue profesora universitaria de matemáticas;  su tía materna Vera T. Sós y su marido Pál Turán son dos de los matemáticos húngaros más conocidos. 
Pach recibió su título de candidato en la Academia de Ciencias de Hungría en 1983, donde su asesor era Miklós Simonovits. 
Desde 1977 está afiliado al Instituto de Matemáticas Alfréd Rényi de la Academia de Ciencias de Hungría. 
Fue profesor de investigación en el Instituto Courant de Ciencias Matemáticas de la Universidad de Nueva York  (desde 1986), profesor distinguido de Ciencias de la Computación en el City College de Nueva York (1992-2011) y profesor Neilson en el Smith College (2008-2009).
Entre 2008 y 2019 fue profesor de la Cátedra de Geometría Combinatoria de la École Polytechnique Fédérale de Lausanne.  
Fue presidente del programa del Simposio Internacional sobre Dibujo de Gráficos en 2004 y del Simposio sobre Geometría Computacional en 2015. Es coeditor en jefe de la revista Discrete and Computational Geometry y forma parte de los consejos editoriales de varias otras revistas, incluidas Combinatorica, SIAM Journal on Discrete Mathematics, Computational Geometry, Graphs and Combinatorics, Central European Journal of Mathematics, y Revista de Combinatoria y Teoría de Números de Moscú.
Fue disertante invitado en la sesión de Combinatoria del Congreso Internacional de Matemáticos, en Seúl, 2014.  Fue ponente plenario en el Congreso Europeo de Matemáticas (Portorož), 2021. 

## Investigación
Pach es autor de varios libros y más de 300 artículos de investigación. Fue uno de los colaboradores más frecuentes de Paul Erdős, escribió más de 20 artículos con él y, por lo tanto, tiene un Erdős número uno. 
La investigación de Pach se centra en las áreas de combinatoria y geometría discreta. En 1981, resolvió el problema de Ulam, demostrando que no existe un gráfico plano universal.  A principios de los años 90  junto con Micha Perles, inició el estudio sistemático de problemas extremos sobre gráficos topológicos y geométricos.
Algunos de los trabajos de investigación más citados de Pach  se refieren a la complejidad combinatoria de familias de curvas en el plano y sus aplicaciones a problemas de planificación de movimiento   el número máximo de k-conjuntos y líneas de división a la mitad que un punto plano establece puede tener,  números cruzados de gráficos,   incrustación de gráficos planos en conjuntos fijos de puntos,   y límites inferiores para redes épsilon.  

## Premios y honores
Pach recibió la Medalla Grünwald de la Sociedad Matemática János Bolyai (1982), el Premio Ford de la Asociación Matemática de América (1990) y el Premio Alfréd Rényi de la Academia de Ciencias de Hungría (1992).   Fue profesor Erdős en la Universidad Hebrea de Jerusalén en 2005. En 2011 fue incluido como miembro de la Association for Computing Machinery por su investigación en geometría computacional.  En 2014 fue elegido miembro de la Academia Europaea,  y en 2015 como miembro de la American Mathematical Society "por sus contribuciones a la geometría discreta y combinatoria y a la convexidad y la combinatoria".  En 2022 fue elegido miembro correspondiente de la Academia de Ciencias de Hungría. 

## Libros
- Pach, János, ed. (1993), New Trends in Discrete and Computational Geometry, Algorithms and Combinatorics 10, Springer-Verlag, ISBN 978-3-540-55713-5..
- Pach, János; Agarwal, Pankaj K. (1995), Combinatorial Geometry, Wiley-Interscience Series in Discrete Mathematics and Optimization, John Wiley & Sons, ISBN 978-0-471-58890-0..
- Aronov, Boris; Basu, Saugata; Pach et al., eds. (2003), Discrete and Computational Geometry: The Goodman–Pollack Festschrift, Algorithms and Combinatorics 25, Springer-Verlag, ISBN 978-3-540-00371-7 ..
- Pach, János, ed. (2004), Towards a Theory of Geometric Graphs, Contemporary Mathematics 342, American Mathematical Society, ISBN 978-0-8218-3484-8..
- Pach, János, ed. (2004), Graph Drawing: 12th International Symposium, GD 2004, New York, NY, USA, September 29-October 2, 2004, Lecture Notes in Computer Science 3383, Springer-Verlag, ISBN 978-3-540-24528-5..
- Brass, Peter; Moser, W. O. J.; Pach, eds. (2005), Research Problems in Discrete Geometry, Springer-Verlag, ISBN 978-0-387-23815-9..
- Goodman, Jacob E.; Pach, János; Emo, eds. (2005), Combinatorial and Computational Geometry, MSRI Publications 52, Cambridge University Press, ISBN 978-0-521-84862-6..
- Goodman, Jacob E.; Pach, János; Pollack, eds. (2008), Surveys on Discrete and Computational Geometry: Twenty Years Later, Contemporary Mathematics 453, American Mathematical Society, ISBN 978-0-8218-4239-3..
- Pach, János; Sharir, Micha (2009), Combinatorial Geometry and Its Algorithmic Applications: The Alcalá Lectures, Mathematical Surveys and Monographs, American Mathematical Society, ISBN 978-0-8218-4691-9..
- Pach, János, ed. (2013), Thirty essays on geometric graph theory, Springer, ISBN 978-1-4614-0110-0..